# Auxi-le-Château
Auxi-le-Château – miejscowość i gmina we Francji, w regionie Hauts-de-France, w departamencie Pas-de-Calais.

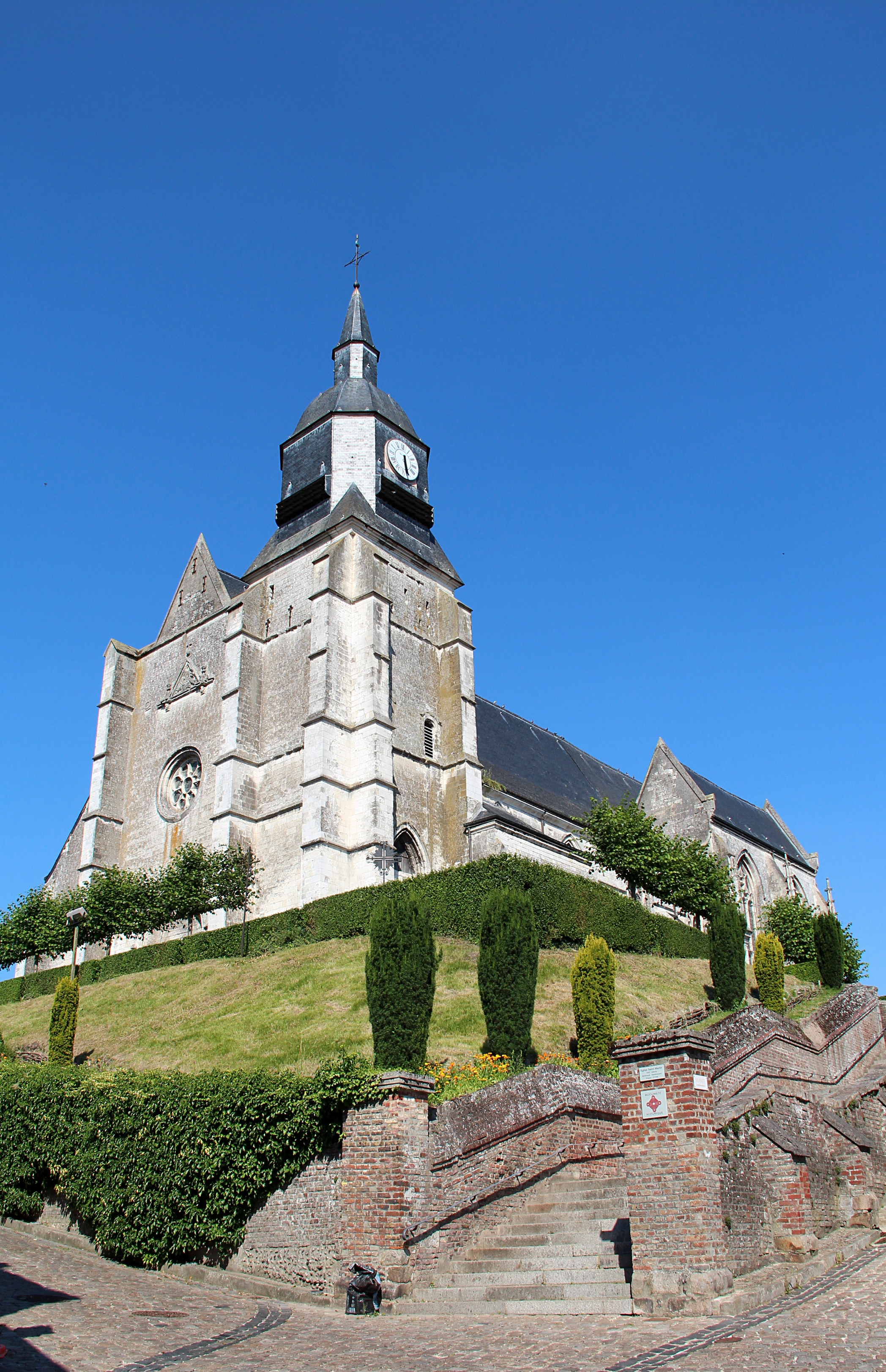

Według danych na rok 1990 gminę zamieszkiwało 3051 osób, a gęstość zaludnienia wynosiła 113 osób/km² (wśród 1549 gmin regionu Nord-Pas-de-Calais Auxi-le-Château plasuje się na 277. miejscu pod względem liczby ludności, natomiast pod względem powierzchni na miejscu 20.).